# Janatapartiet
Janatapartiet (Folkpartiet) är ett indiskt politiskt parti, bildat 1977 av Jaya Prakash Narayan, som en valallians mellan en rad, mot Indira Gandhi oppositionella, grupper. De viktigaste bland dessa var Bharatiya Lok Dal, Bharatiya Jana Sangh, Swatantrapartiet, socialisterna och Demokratikongressen. 
Janatapartiet första partiledare blev Chandra Shekhar. 
I parlamentsvalet 1977 ställde den nybildade valalliansen upp under Bharatiya Lok Dals namn. Man lyckades bryta Kongresspartiets maktmonopol i landet, och bilda regering med Morarji Desai som premiärminister. 
Partiet har sedermera hunnit klyvas och byta namn åtskilliga gånger.
1990 spelade höga lökpriser en avgörande roll när Janatapartiet förlorade ett val.